# Пеньполе
Пеньполе (пол. Pieńpole) — село в Польщі, у гміні Ступськ Млавського повіту Мазовецького воєводства.
Населення — 6 осіб (2011).
У 1975—1998 роках село належало до Цехановського воєводства.

## Демографія
Демографічна структура станом на 31 березня 2011 року:
|          | Загалом | Допрацездатний вік | Працездатний вік | Постпрацездатний вік |
| -------- | ------- | ------------------ | ---------------- | -------------------- |
| Чоловіки | 2       | 0                  | 1                | 1                    |
| Жінки    | 4       | 1                  | 3                | 0                    |
| Разом    | 6       | 1                  | 4                | 1                    |